# David Cannon (personaggio)
David "Dave" Cannon, conosciuto in passato come Trottola Umana (in inglese Human Top) e poi come Turbine (in inglese Whirlwind), è un personaggio dei fumetti pubblicato dalla Marvel Comics. La sua prima apparizione come Trottola Umana avviene in Tales to Astonish vol. 1 n. 50 (dicembre 1963), creato da Stan Lee (testi) e Jack Kirby (matite), mentre la prima apparizione come Turbine avviene in The Avengers vol. 1 n. 46 (novembre 1967), creato da Roy Thomas (testi) e John Buscema (disegni).

## Biografia

### Gli inizi
Nato a Kansas City, David Cannon scoprì in tenera età di potersi muovere a grande velocità, decise di sfruttare questa capacità per diventare un ladro di gioielli, carriera che lo portò a scontrarsi con Giant-Man e Wasp. Dopo ripetute sconfitte, Cannon ridisegnò il proprio costume e adottò l'identità di Charles Matthew, autista personale di Janet van Dyne, al fine di introdursi nella base dei Vendicatori dai quali venne sconfitto.

### Gioco di squadra
In seguito, Turbine entra nel gruppo noto come Signori del Male, affrontando i Vendicatori in più occasioni, e lavora alle dipendenze del Teschio Rosso. Nella sua identità di Charles Matthew, approfittando della scomparsa di Pym, tenta di circuire Wasp ma viene licenziato quando Janet scopre che le sottraeva del denaro; in seguito, un redivivo Hank scopre che Charles e Turbine sono la stessa persona compromettendo per sempre l'uso di questo alter ego. Successivamente, David entra nella Legione Letale guidata dal Conte Nefaria e viene nuovamente sconfitto dai Vendicatori, lo stesso accade al fianco dei Signori del Male; dopo aver ottenuto una nuova armatura dal Riparatore, collabora con Trapster contro Capitan America e con lo Squalo Tigre contro i Vendicatori della Costa Ovest. Turbine mostra ancora i segni di un'ossessione per Wasp, tanto da costringere delle prostitute a vestirsi come lei per poi aggredirle. In seguito ad un diverbio si scontra con il collega Trapster e subisce una lesione alla colonna vertebrale, dopo un completo recupero è costretto a entrare nei Thunderbolts. In seguito, lascia il team e tenta di estorcere denaro al nuovo direttore del progetto, Norman Osborn, dal quale è brutalmente picchiato e costretto a lavorare per lui; il criminale Zodiaco userà questa sua posizione per fargli spiare l'ex folletto verde.

### Apparizioni recenti
Alla morte di Wasp, Turbine attacca Hank Pym, incolpandolo della morte di Janet e di averne rubato l'identità, è sconfitto dal giovane Striker, la cui madre aveva architettato tutto per fare pubblicità al figlio. Successivamente, David è reclutato dal Mandarino e da Zeke Stane per combattere Iron Man, tenta poi un nuovo attacco all'uomo di ferro a fianco di Spymaster e Blizzard.

## Poteri e abilità
Turbine ha il potere mutante di ruotare il proprio corpo attorno al suo asse longitudinale a velocità elevate, senza compromettere la sua capacità di vedere, di parlare o interagire con l'ambiente circostante, in modo da diventare appunto una sorta di trottola umana in grado di spostarsi molto velocemente e di arrecare ingenti danni grazie alla velocità di rotazione. Ha un'agilità, riflessi, coordinazione ed equilibrio molto sviluppati; volendo può inoltre creare piccoli tornado grazie alla sua rotazione.

## Traduzione del nome in italiano
Il nome originale del personaggio, Whirlwind, deriva dall'unione delle parole "Whirl" (vortice, turbine) e "Wind" (vento). Negli anni settanta l'Editoriale Corno nelle prime edizioni in italiano de L'Uomo Ragno n. 34 scelse di ribattezzare il personaggio in diversi modi: "Ciclone", "Ciclone Umano" e "Turbine". Successivamente la Panini Comics ha utilizzato alternativamente "Whirlwind" e "Turbine". Quest'ultimo nome viene usato anche nella serie animata Iron Man.

## Altri media

### Televisione
Whirlwind compare in:
- Iron Man (1994)
- I Vendicatori (1999)
- Super Hero Squad Show (2009)
- Marvel Super Heroes: What The--?! (2009)
- Avengers - I più potenti eroi della Terra (2010)
- Ultimate Spider-Man (2012)
- Avengers Assemble (2013)
- Disk Wars: Avengers (2014)
- Spider-Man (2017)
- Ant-Man (2017)
- M.O.D.O.K. (2021)

### Videogiochi
Whirlwind compare in:
- Marvel: La Grande Alleanza
- Marvel: La Grande Alleanza 2
- Marvel: Avengers Alliance
- Marvel Heroes
- LEGO Marvel's Avengers